# Drochia (Drochia)
Drochia è un comune della Moldavia situato nel distretto di Drochia di 2.843 abitanti al censimento del 2004.
Da non confondersi con la città omonima capoluogo del distretto